# Die Sarabande
Die Sarabande ist die vierte Oper des österreichischen Komponisten Wolfram Wagner aus dem Jahr 2009. Es stellt die zweite Zusammenarbeit Wagners mit Kristine Tornquist (Libretto) und dem sirene Operntheater Wien dar. Die Geschichte ist dem Roman Nachts unter der steinernen Brücke von Leo Perutz entnommen. Es ist darin die vierte von insgesamt vierzehn Erzählungen und trägt auch im Roman den Titel Die Sarabande.

## Handlung
Der elegante Graf Collalto stellt dem ungelenken Baron Juranic beim Tanz mit der jüngsten Berkatochter aus Eifersucht ein Bein, um ihn vor dem Mädchen lächerlich zu machen. Der Baron fordert den Grafen daraufhin für den Abend zum Fechten heraus und ist ihm im Kampf haushoch überlegen. Er schenkt dem Collalto das Leben unter der Bedingung, dass er die ganze Nacht durchtanzt.
Drei kroatische Musiker spielen eine Sarabande. Der Graf wird immer erschöpfter. Nur, wenn sie an einer Marienstatue vorbeikommen, kommt der tanzende Graf kurz zur Ruhe, denn dann pausieren die Musiker, um zu beten. Juranic, der das verhindern will, führt sie in die Judenstadt, wo es keine christlichen Zeichen gibt.
Graf Collalto ist schließlich am Ende, er schreit verzweifelt um Hilfe. Diesen Schrei hört Rabbi Löw und schaut zum Fenster heraus. Collato fleht ihn um ein Christusbild an. Als der Rabbi die Situation versteht, zaubert er auf die gegenüberliegende Wand ein Bild, ein Ecce homo. Davor geht auch Baron Juranic mit seinem steinernen Herzen in die Knie, klagt sich selbst an und erbarmt sich des Grafen.
Das Ecce homo war aber kein Christusbild, sondern ein Bild des verfolgten Judentums.

## Gestaltung

### Szenenfolge
- Prolog. Rabbi Löw
- Szene 1. Das Fest
- Szene 2. Das Duell
- Szene 3. Die Sarabande. Ach du Nacht, du dunkle Nacht
- Szene 4. Rabbi Löw. Ecce Homo

### Besetzung
- Piccoloflöte / Flöte
- Fagott
- B-Klarinette
- Trompete
- Posaune
- Violine
- Viola
- Violoncello

## Werkgeschichte
Der Uraufführung fand am 12. Juni 2009 in der Ankerbrotfabrik Wien statt. Es folgte eine Folgeaufführung am 13. Juni. Die beiden Aufführungen waren der vierte Teil des über neun Wochen angelegten Opernuraufführungsprojektes Nachts des sirene Operntheaters, bei dem neun Erzählungen aus Perutz’ Roman Nachts unter der steinernen Brücke ausgewählt wurden, als Kammeropern ausgearbeitet wurden und wöchentlich eine davon zur Uraufführung (samt einer Folgeaufführung) gebracht wurde.
Die musikalische Leitung übernahm Jury Everhartz, Regie führte Kristine Tornquist.
Sänger und Sängerinnen
- Nina Maria Edelmann (Kroatische Sängerin)
- Bernd Fröhlich (Graf Collalto)
- Andreas Jankowitsch (Baron Juranic)
- Dimitrij Solowjow (Rabbi Löw)

Leading Team
- Kristine Tornquist (Regie)
- Jury Everhartz (musikalische Leitung)
- Jakob Scheid (Bühne)
- Markus Kuscher (Kostüm)
- Edgar Aichinger (Licht)
- Rainer Vierlinger (Coregie)
- Sabine Maringer, Karlo Svetlicic (Bühnenmaschinisten)
- Jury Everhartz (Produktionsleitung)

Musikerinnen
- Sonja Korak (Flöte)
- Gregor Narnhofer (Klarinette)
- Tamara Joseph (Fagott)
- Fani Vovoni (Violine)
- Petra Ackermann (Viola)
- Jörg Ulrich Krah (Violoncello)
- Joe Hofbauer (Trompete)
- Stefan Thurner (Posaune)

Den Ehrenschutz der Uraufführung übernahm die damalige Ministerin für Unterricht, Kunst und Kultur der Republik Österreich Claudia Schmied.